# Inga fagifolia
Inga fagifolia är en ärtväxtart. Inga fagifolia ingår i släktet Inga och familjen ärtväxter.

## Underarter
Arten delas in i följande underarter:
- I. f. belemnensis
- I. f. fagifolia
- I. f. intermedia
- I. f. pedicellaris